# УСТ Чорномор'я (Вісбаден-Кастель)
УСТ «Чорномор'я» (Українське Спортове Товариство «Чорномор'я») — українське спортивне товариство з німецького міста Вісбаден.
Засноване 30 липня 1946 року у Вісбаден-Кастелі (український табір 1950 осіб, членів товариства — 142). Головою став директор Василь Шерей.
Секції (ланки) футболу, волейболу чоловіків, настільного тенісу, баскетболу і шахів змагалися в обласних змаганнях, а ланка шахів, здобувши першість області 1947 року, брала участь у зональному командному турнірі (4-е місце). Шахісти Петро Ігнатенко та Борис Абраменко як чемпіони області (на обласному турнірі в березні 1947 р. в Корнберзі) брали участь в індивідуальному зональному турнірі в 1947 р. і зайняли 2-е та 3-є місця. Легкоатлет П. Попов брав участь у зональних змаганнях в 1946 р. (успіх у стрибках).